# Sand-Lieschgras
Das Sand-Lieschgras (Phleum arenarium) ist eine Pflanzenart aus der Gattung Lieschgräser (Phleum) innerhalb der Familie der Süßgräser (Poaceae). Diese Pionierpflanze ist vor allem an und nahe den Küsten West- und Südeuropas verbreitet.

## Beschreibung

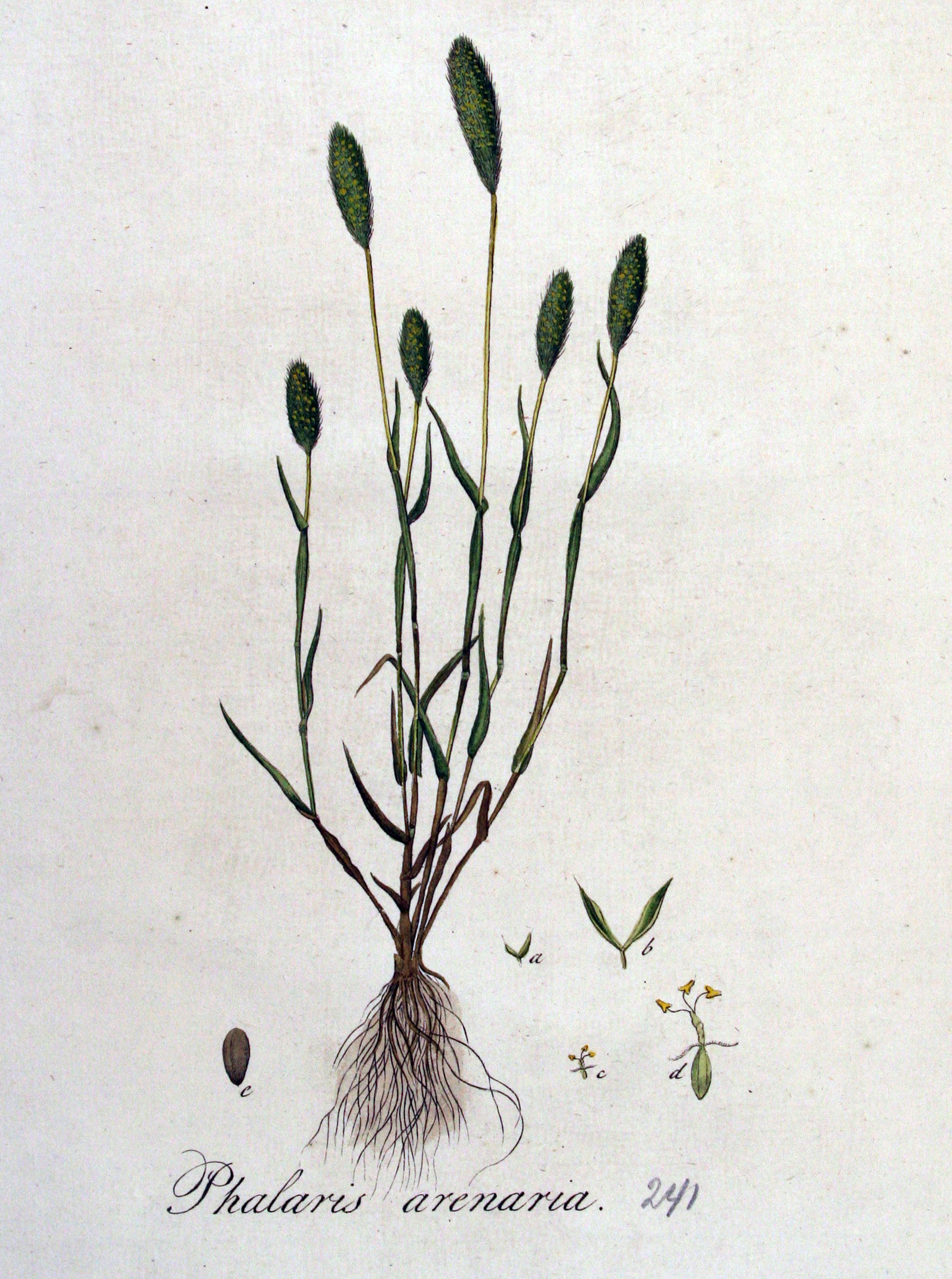
Illustration aus Flora Batava, Volume 4

### Vegetative Merkmale
Das Sand-Lieschgras ist eine sommergrüne, einjährige krautige Pflanze und erreicht Wuchshöhen von 5 bis 20 Zentimetern. Dieses Gras wächst in lockeren Horsten oder einzeln. Die aufrechten oder vom Grund an aufwärts gebogenen, dünnen, glatten Halme besitzen ein bis vier Knoten (Nodien) unterhalb der Halmmitte.
Die Blattscheiden sind glatt und auf der Rückseite rund; die oberen erscheinen etwas aufgeblasen. Die 1 bis 5 Millimeter langen Blatthäutchen sind ganzrandig und spitz. Die weißlich-grünen, kahlen Blattspreiten sind oberseits undeutlich gerieft, an den Rändern fein angeraut und in eine dünne Spitze verschmälert und messen bis zu 3 Millimeter Breite sowie 5 Zentimeter Länge.

### Generative Merkmale
Die Blütezeit erstreckt sich von Mai bis Juli. Der sehr dichte und dadurch ährenähnlich erscheinende, rispige Blütenstand ist weißlichgrün. Der Blütenstand ist bei einer Länge bis zu 4 Zentimetern sowie einer Breite von bis zu 7 Millimetern zylindrisch bis verkehrt-eiförmig und am Grund gewöhnlich verschmälert, an der Spitze abgerundet und erscheint beim Umbiegen lappig. Die einblütigen Ährchen tragen zwei bis zum Grund getrennte, stumpfe Hüllspelzen mit aufgesetzter seitlicher Granne. Die Ährchen erscheinen dadurch zweispitzig und gestutzt („stiefelknechtartig“) – ein kennzeichnendes Merkmal der Lieschgras-Arten. Die Deckspelzen sind unbegrannt.
Die Chromosomenzahl beträgt 2n = 14.

## Ökologie
Beim Sand-Lieschgras handelt es sich um einen Therophyten.

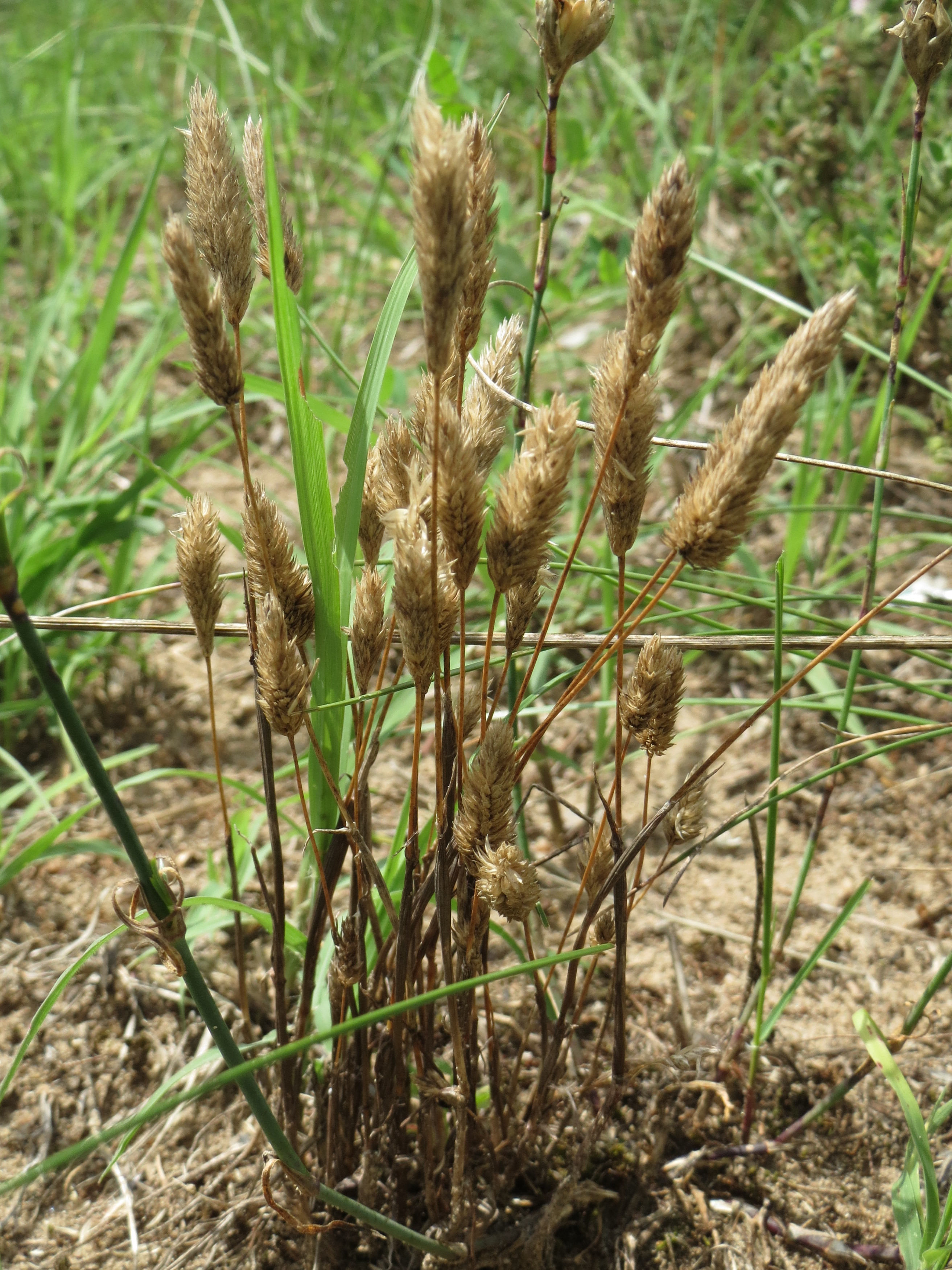
Habitus

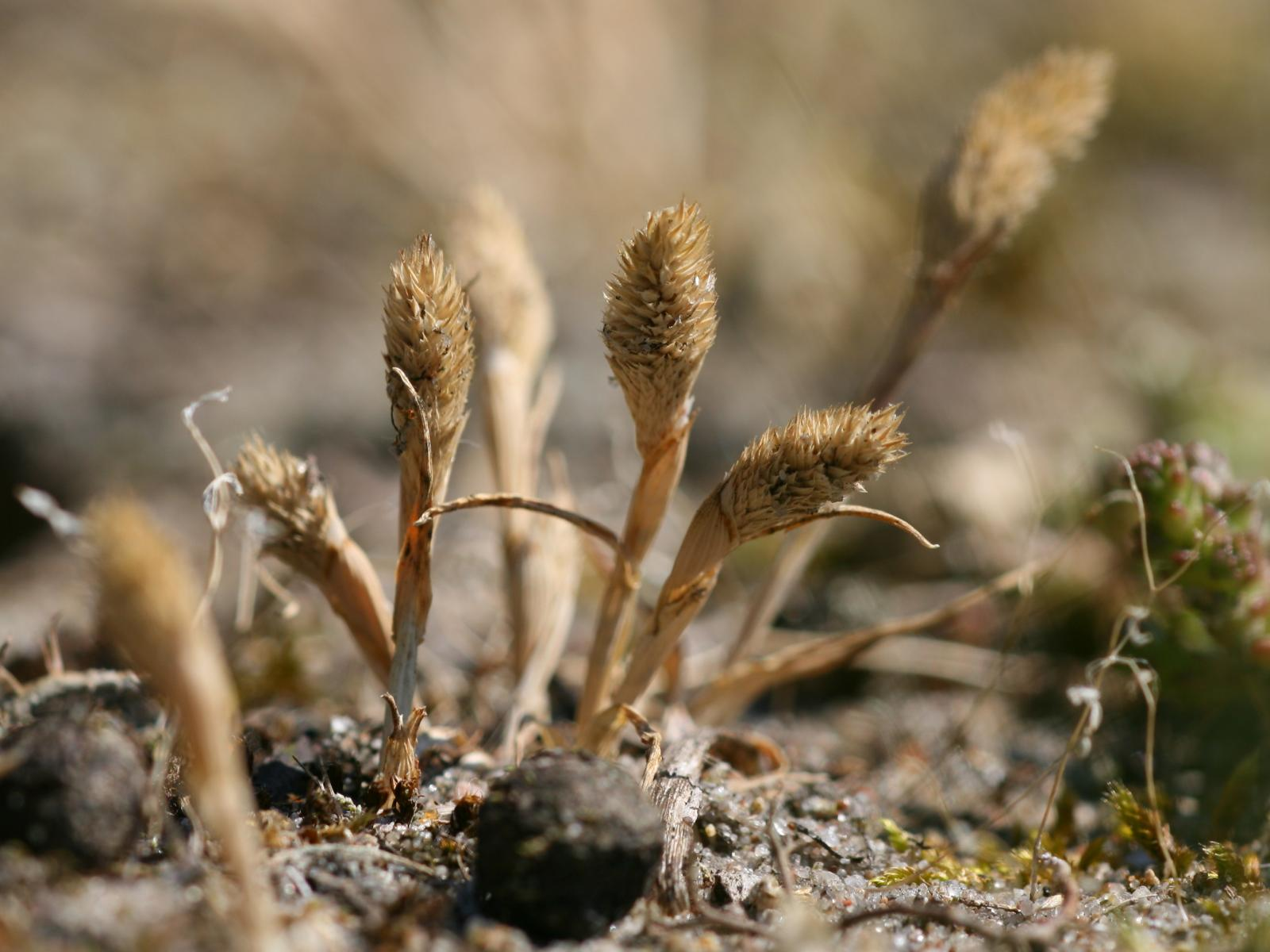
Habitus von kleinen Exemplaren

## Vorkommen
Das Sand-Lieschgras ist in weiten Teilen Europas vor allem entlang und nahe den Küsten Westeuropas von Schweden südwärts und ostwärts bis in den Mittelmeerraum allgemein verbreitet und lokal sehr häufig. Es kommt vor allem rund um die Küsten der Britischen Inseln an der Atlantikküste der Niederlande, Belgiens und Frankreichs sowie an der Mittelmeerküste Frankreichs und Italiens vor. Seltener wächst es auf sandigen Böden im Binnenland. In Europa hat es Vorkommen in den Ländern Portugal, Spanien, Frankreich, Irland, Großbritannien, Belgien, den Niederlanden, Deutschland, Dänemark, Norwegen, Schweden, Italien, Kroatien, Serbien, Montenegro, Griechenland, auf der Krim und im europäischen Teil der Türkei. In Litauen und Rumänien kommt die Art eingeschleppt vor.
In Deutschland kommt es zerstreut bis selten an der Nord- und Ostseeküste vor und außerdem im Oberrheingebiet zwischen Ingelheim und Darmstadt. Phleum arenarium ist in Nordamerika, Australien und Neuseeland ein Neophyt und kommt dort ebenso in Sandlebensräumen vor.
Das Sand-Lieschgras gedeiht am besten auf sommerwarmen und trockenen, etwas stickstoffbeeinflussten, basenreichen, humus- und feinerdearmen, lockeren Sandböden. Dieses salzertragende Pioniergras besiedelt vorwiegend lückige Standorte in Küstendünen und ist dort kennzeichnend für die kurzlebige und auf periodische Bodenverwundungen angewiesene Pflanzengesellschaft des Tortulo-Phleetum. Zuweilen kommt es in Binnendünen in der Gesellschaft Bromo-Phleetum arenarii Korneck 1974 aus dem Verband Sileno conicae-Cerastion semidecandri und auf Flugsandfeldern des Binnenlandes, an sandigen Wegrändern sowie in Sandgruben vor. Dort wächst das Sand-Lieschgras auch gern in subatlantischen Sandmagerrasen und bildet lokal die Kennart der Gesellschaft des Agrostio-Poetum humilis Tx. ex Menke 1969.

## Gefährdung und Schutz
Das Sand-Lieschgras gilt in Mitteleuropa als stark gefährdet, genießt jedoch keinen gesetzlichen Schutz. In Deutschland wird die Art in der Roten Liste gefährdeter Pflanzen als „stark gefährdet“ geführt. In Mecklenburg-Vorpommern gilt die Art als vom Aussterben bedroht.
Die Gefährdung der Art beruht im Wesentlichen auf der Zerstörung der Wuchsorte vor allem durch die Bebauung und das Betreten und Befahren von Küsten- und Binnendünen sowie der Verdrängung durch Neophyten. Ferner sind kleinräumige Sonderstandorte durch Sandabbau, aber auch durch Verbuschung und Bewaldung im Zuge der natürlichen Sukzession gefährdet.

## Taxonomie und Systematik
Das Sand-Lieschgras wurde 1753 von Carl von Linné in Species Plantarum Tomus I, S. 60 als Phleum arenarium erstveröffentlicht.
Man kann 2 Unterarten unterscheiden:
- Phleum arenarium subsp. arenarium
- Phleum arenarium subsp. caesium H. Scholz: Die 1990 erstbeschriebene Unterart kommt in Spanien, Frankreich und in Italien vor.[2]